# 黑滕莱德尔海姆
黑滕莱德尔海姆是德国莱茵兰-普法尔茨州的一个市镇。总面积5.07平方公里，总人口3017人，其中男性1451人，女性1566人（2011年12月31日），人口密度595人/平方公里。